# Gardiens et passeurs
Gardiens et passeurs est un essai rédigé par Daniel Pennac et illustré par Manu Larcenet, paru en 2013, aux éditions Les 400 coups,.

## Thème
Cet essai de 20 pages est destiné à favoriser la réflexion à propos du rôle tenu par les « passeurs » (bibliothécaires, libraires, professeurs...) dans l'accès à la lecture et à l'amour du livre pour les jeunes générations.

## Diffusion
Gardiens et passeurs a été diffusé gratuitement par les éditions Les 400 coups, à l'occasion du Salon du livre de Montréal, en 2013.